# Alivereti Raka
Alivereti Raka (Fiyi, 9 de diciembre de 1994) es un jugador de rugby franco-fiyiano que juega de wing en el ASM Clermont francés, que compite en el Top 14 desde 2015.

## Carrera

### Clubes
Alivereti Raka se unió en noviembre de 2014 al club francés ASM Clermont Auvergne de la academia de Nadroga, donde Clermont ya ha encontrado varios talentos como Napolioni Nalaga, Noa Nakaitaci o Peceli Yato.
Después de jugar en las filiales, hizo su debut en el Top 14 en la temporada 2015-2016 cuando su equipo se mudó a Oyonnax en septiembre de 2015, marcando su primer try en su carrera profesional.
Resulta ser un jugador muy rápido (velocidad extrapolada a 10 segundos 20 en 100 m) y con mucho estamina, así como un muy buen finalizador al registrar 8 tries en 9 partidos, de los cuales uno se duplicó frente a frente al Stade Toulousain.
Su segunda temporada en el club Auvergnat es menos exitosa debido a una lesión en el hombro contraída al final de la temporada anterior, que hace que se repita solo desde noviembre de 2016.
Es coronado campeón de Francia en 2017 con ASM Clermont Auvergne. El mismo año, extendió su contrato con el club por tres temporadas hasta junio de 2021.
El 17 de diciembre de 2017, se lesionó gravemente la rodilla en un partido de la Copa de Europa contra los Sarracenos, terminando su temporada 2017-2018 que había comenzado de manera espectacular (13 intentos en 11 juegos).
En 2018-2019, fue elegido mejor extremo izquierdo de la temporada del Top 14 por los internautas del sitio web Rugbyrama.

### En el equipo nacional
Aunque codiciado por la selección de Fiji, rechazó la propuesta del entrenador John McKee para las pruebas de noviembre de 2017, lo que sugiere que Raka eligió el XV de Francia. 
En mayo de 2018, Bernard Laporte declara que es seleccionable en la Selección de rugby de Francia por sus tres años de residencia en el territorio francés, así como por su solicitud de pasaporte francés. Sin embargo, regresa a su puesto en octubre de 2018 declarando que no puede ser llamado hasta que haya obtenido su pasaporte. Finalmente obtiene la nacionalidad francesa en noviembre de 2018.
El 18 de junio de 2019, el extremo francés-fiyiano figura en la lista de 31 jugadores seleccionados para el les bleus en preparación para la Copa Mundial de Rugby 2019 en Japón.
Alivereti Raka conoció su primer mandato con el XV de Francia el 17 de agosto de 2019 durante el partido de preparación de la Copa Mundial contra Escocia y abrió el marcador al intentar un gol después de 1 minuto y 30 segundos de juego.
Él juega su primer partido de la Copa Mundial contra los Estados Unidos. Holder, marca un intento en un pase al pie de su compañera de equipo Camille López.

## Palmarés
- Ganador del Campeonato de Francia en 2017 con Clermont
- Finalista de la Copa de Europa 2017 con Clermont
- Ganador del European Challenge en 2019 con Clermont
- Finalista del Campeonato de Francia en 2019 con Clermont
- Finalista del campeonato de France Espoirs en 2016 con Clermont